# Tia Carrere
Tia Carrere, pseudonimo di Althea Rae Duhinio Janairo (Honolulu, 2 gennaio 1967), è un'attrice, cantante e modella statunitense.

## Biografia

### Primi anni
Tia Carrere nacque a Honolulu, nelle Hawaii, il 2 gennaio 1967 da una famiglia di origini cinesi, filippine e spagnole. Pare che il nome d'arte Tia derivi dalla imperfetta pronuncia da parte della sorella minore Alessandra, che da bambina non riusciva a pronunciare il nome Althea in modo corretto. Fin da bambina tentò la carriera di cantante: così, nel 1985, partecipò alla trasmissione televisiva Star Search, in cui però venne eliminata al primo turno. Delusa, andò a lavorare in una drogheria di Waikiki dove venne casualmente notata dal produttore Mike Greco che la volle con sé. Spinta dai genitori, fece dei provini per avere una parte nel film Aloha Summer, in cui ebbe discreto successo.

### Primi successi
Poco dopo si trasferì a Los Angeles, in California. Dal 1985 al 1987 fu nel cast della soap opera General Hospital, mentre nel 1986 fece una partecipazione straordinaria nel telefilm avventuroso A-Team, nell'ultima puntata della stagione 4. La produzione desiderava inserirla nel cast fisso della stagione 5, ma l'attrice non poté lasciare General Hospital per via del contratto. Grazie alla sua avvenenza non disdegna peraltro il lavoro di modella, che va di pari passo con quello di attrice: dopo alcuni lavori come Resa dei conti a Little Tokyo del 1991 (con Dolph Lundgren e Brandon Lee), nel 1992 arriva Fusi di testa, che rappresenta la sua prima pellicola impegnata: Tia Carrere compare nella commedia nel ruolo di una cantante cantonese di nome Cassandra, di cui si innamora il protagonista interpretato da Mike Myers.

### Gli anni novanta

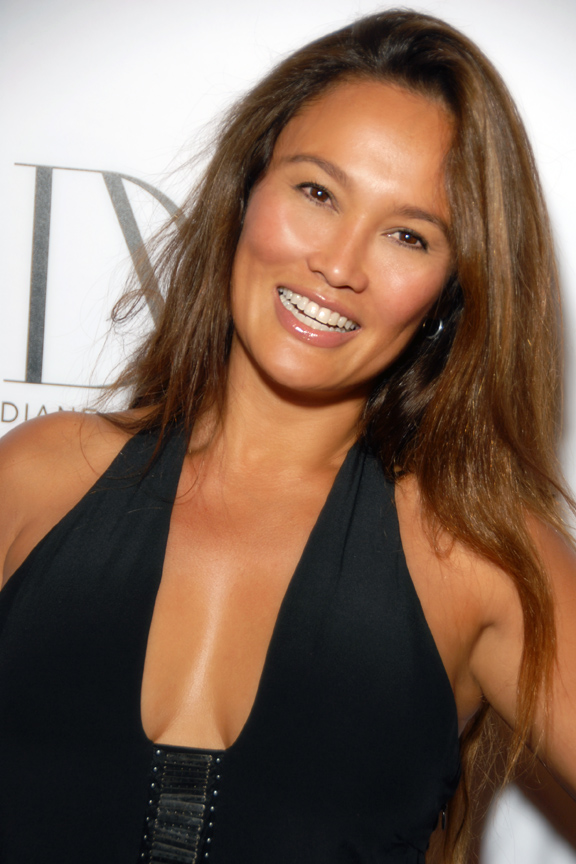
Tia Carrere a Hollywood nel 2009

Dopo una partecipazione al telefilm MacGyver, in cui interpretò un'insegnante di karate, riprese la sua esperienza come cantante: diventò la frontgirl di un gruppo hard rock che proponeva nel repertorio cover dei Black Sabbath e degli AC/DC. Nel 1993 rifiutò un ruolo nella serie TV Baywatch (che andrà a Carmen Electra) per girare il seguito di Fusi di testa, ovvero Fusi di testa 2. Nello stesso anno, insieme a Sean Connery, fu protagonista del noir Sol Levante. Nel mese di novembre del 1992, Tia Carrere sposò Elie Samaha, produttore cinematografico italo-libanese che produrrà alcuni lavori dell'attrice prima del divorzio, avvenuto nel febbraio 2000.
Il gennaio del 1993 vide Tia Carrere sulla copertina della nota rivista Playboy. Sempre nello stesso anno pubblica un disco musicale dal titolo Dream, che però non ebbe gran successo di vendite se non nelle Filippine, in cui fu disco di platino: tale passo falso convinse la statunitense a tornare al cinema. Nel 1994 interpretò il ruolo della terrorista nel film d'azione True Lies (di James Cameron, con Arnold Schwarzenegger e Jamie Lee Curtis). Nel 1995 fu la rapinatrice Gina Walker ne Gli immortali e nel 1996 si cimentò col cinema comico nella parodia Pensieri spericolati (High School High), in cui interpretò la segretaria Victoria Chapell.
Seguirono altri film di cassetta come Kull il conquistatore (1997) e la serie animata Hercules (1998) in cui Tia presta la sua voce, prima di arrivare alla serie TV Relic Hunter (1999), di cui Tia Carrere è protagonista. Il suo personaggio, la professoressa di archeologia Sydney Fox, è una sorta di Indiana Jones al femminile, ma in realtà è ispirato anche al videogioco Tomb Raider e alla sua eroina Lara Croft. Nel 2002 ha prestato la sua voce a Nani, la sorella di Lilo, nel film animato Lilo & Stitch. L'esperienza di doppiaggio, ritenuta positiva, fu confermata un anno dopo in Duck Dodgers, serie animata in cui fu la doppiatrice della bella Regina Marziana Tyr'ahnee.

### Gli anni duemila
Nel gennaio del 2003 fece un altro servizio nuda per Playboy, a distanza di dieci anni dal precedente. Il 30 novembre 2002 ha sposato il fotogiornalista Simon Wakelin. I due hanno avuto una figlia e hanno divorziato nell'agosto del 2010.
Nel 2006 ha partecipato alla versione americana del programma televisivo Ballando con le stelle, classificandosi sesta.
Nell'agosto del 2003 ha ricevuto un'onorificenza dalla presidentessa filippina Gloria Macapagal-Arroyo, che le ha permesso di lavorare a un nuovo album nel suo studio presidenziale. Il suo secondo album esce nelle Hawaii nel giugno 2007 e riscuote un grande successo, grazie anche all'accompagnamento del musicista Daniel Ho. Nel 2009, durante la premiazione del 51-esimo Grammy Award riceve il premio come miglior album di musica contemporanea hawaiiana per l'album `Ikena in collaborazione con Daniel Ho, nel 2010 è finalista con He nani e vince un secondo Grammy nel 2011 per l'album Huana ke aloha. Vive a Los Angeles.

## Filmografia

### Cinema
- Zombie Nightmare, regia di Jack Bravman (1987)
- Aloha Summer, regia di Tommy Lee Wallace (1988)
- Oro fino, regia di José Antonio de la Loma (1989)
- Fatal Mission, regia di George Rowe (1990)
- Resa dei conti a Little Tokyo (Showdown in Little Tokyo), regia di Mark L. Lester (1991)
- Harley Davidson & Marlboro Man (Harley Davidson and the Marlboro Man), regia di Simon Wincer (1991)
- Fusi di testa (Wayne's World), regia di Penelope Spheeris (1992)
- Tutti conoscono Roberta (Little Sister), regia di Jimmy Zeilinger (1992)
- Sol levante (Rising Sun), regia di Philip Kaufman (1993)
- Quick, regia di Rick King (1993)
- Pericolosamente (Treacherous), regia di Kevin Brodie (1993)
- Fusi di testa 2 - Waynestock (Wayne's World 2), regia di Stephen Surjik (1993)
- True Lies, regia di James Cameron (1994)
- Una gita da incubo (Hostile Intentions), regia di Catherine Cyran (1995)
- Un lavoro da giurato (Jury Duty), regia di John Fortenberry (1995)
- Gli immortali (The Immortals), regia di Brian Grant (1995)
- Impatto devastante (Hollow Point), regia di Sidney J. Furie (1996)
- Pensieri spericolati (High School High), regia di Hart Bochner (1996)
- Uno sconosciuto in casa (Natural Enemy), regia di Douglas Jackson (1996)
- Kull il conquistatore (Kull the Conqueror), regia di John Nicolella (1997)
- Il casinò della paura (Top of the World), regia di Sidney J. Furie (1998)
- La faccia violenta della legge (Scar City), regia di Ken Sanzel (1998)
- 20 Dates, regia di Myles Berkowitz (1998)
- Un amore di prof.!!! (My Teacher's Wife), regia di Bruce Leddy (1999)
- Cinque assi (Five Aces), regia di David Michael O'Neill (1999)
- Merlin: The Return, regia di Paul Matthews (2000)
- Lilo & Stitch, regia di Dean DeBlois, Chris Sanders (2002) - voce
- Meet Prince Charming, regia di Brett Parker (2002)
- Provaci ancora Stitch!, regia di Tony Craig, Robert Gannaway (2003) - voce
- Aloha, Scooby-Doo! (2005) - voce
- Back in the Day, regia di James Hunter (2005)
- Lilo & Stitch 2 - Che disastro Stitch!, regia di Michael LaBash, Anthony Leondis (2005) - voce
- Leroy & Stitch (2006) - voce
- Wild Cherry, regia di Dana Lustig (2009)
- Hard Breakers, regia di Leah Sturgis (2010)
- You May Not Kiss the Bride, regia di Rob Hedden (2011)
- Terrore ad alta quota (Collision Course), regia di Fred Olen Ray (2012)
- Asteroid vs Earth, regia di Christopher Ray (2014)
- Le avventure di Mickey Matson - Il codice dei pirati (Pirate's Code: The Adventures of Mickey Matson), regia di Harold Cronk (2014)
- Easter Sunday, regia di Jay Chandrasekhar (2022)
- Waltzing with Brando, regia di Bill Fishman (2024)
- Lilo & Stitch, regia di Dean Fleischer Camp (2025)

### Televisione
- Cover Up - serie TV, episodio 1x17 (1985)
- Covenant, regia di Walter Grauman - film TV (1985)
- Airwolf - serie TV, 1 episodio (1985)
- A-Team (The A-Team) - serie TV, episodio 4x23 (1986)
- General Hospital - serie TV (1985-1987)
- Vietnam addio (Tour of Duty) - serie TV, episodio 1x03 (1987)
- Il re di Hong Kong (Noble House) - miniserie TV, 4 episodi (1988)
- MacGyver - serie TV, episodi 2x04-3x20 (1986-1988)
- I predatori della strada (The Road Raiders), regia di Richard Lang - film TV (1989)
- Anything But Love - serie TV, episodio 2x02 (1989)
- Venerdì 13 (Friday the 13th) - serie TV, episodio 3x11 (1990)
- In viaggio nel tempo (Quantum Leap) - serie TV, episodio 3x02 (1990)
- Sposati... con figli (Married... with Children) - serie TV, episodio 5x06 (1990)
- Intimità mortale (Intimate Stranger), regia di Allan Holzman - film TV (1991)
- I racconti della cripta (Tales from the Crypt) - serie TV, episodio 4x03 (1992)
- Nothing but the Truth, regia di Michael Switzer - film TV (1995)
- Murder One - serie TV, episodio 1x02-1x06-1x14 (1995-1996)
- Desert Breeze, regia di Allan Arkush - film TV (1996)
- Dogboys, regia di Ken Russell - film TV (1998)
- L'atelier di Veronica (Veronica's Closet) - serie TV, 1 episodio (1998)
- Relic Hunter - serie TV, 66 episodi (1999-2002)
- Megas XLR - serie TV, episodio 1x09 (2004) - voce
- La scelta, regia di Stuart Alexander - film TV (2004)
- Supernova, regia di John Harrison - film TV (2005)
- The O.C. - serie TV, episodio 4x02 (2006)
- Back to You - serie TV, episodio 1x05 (2007)
- Nip/Tuck - serie TV, episodio 5x01 (2007)
- Curb Your Enthusiasm - serie TV, episodi 6x01-6x04-6x10 (2007)
- Untitled Liz Meriwether Project - serie TV, episodio 1x01 (2008)
- CSI: Miami - serie TV, episodio 8x03 (2009)
- Warehouse 13 - serie TV, episodi 2x06-2x09 (2010)
- True Justice - serie TV, episodi 1x07-1x08 (2011)
- Combat Hospital - serie TV, episodio 1x03 (2011)
- In Plain Sight - Protezione testimoni - serie TV, 4 episodi (2012)
- Asteroid vs. Earth, regia di Adam Lipsius - film TV (2014)
- Hawaii Five-0 - serie TV, episodio 5x25 (2015) (6x1)
- Blue Bloods - serie TV, episodio 8x03 (2017) - Chao Lin
- AJ and the Queen - serie TV, 10 episodi
- NCIS: Los Angeles - serie TV, episodio 14x18 (2022)

### Doppiatrice
- Happily Ever After: Fairy Tales for Every Child, serie animata (1995-2000)
- Hercules - serie animata, episodio 1x31 (1998)
- The Night of the Headless Horseman, regia di Shane Williams (1999) - film TV
- Johnny Bravo - serie animata, 1 episodio (2004)
- Duck Dodgers - serie animata, 20 episodi (2003-2005)
- Lilo & Stitch - serie animata, 6 episodi (2003-2006)
- American Dragon: Jake Long - serie animata, episodio 1x20 (2005)
- Scooby-Doo! Mystery Incorporated - serie animata, 14 episodi (2011-2013)
- Tom & Jerry: Operazione spionaggio (Tom and Jerry Spy Quest), regia di Spike Brandt e Tony Cervone (2015) - film Direct-to-video

### Videogiochi
- The Daedalus Encounter (1995) - filmati

## Discografia

### Album in studio
- 1993 - Dream
- 2007 - Hawaiiana
- 2010 - Huana Ke Aloha

### Singoli
- 1992 - Ballroom Blitz
- 1992 - Why You Wanna Break My Heart
- 1993 - I Never Even Told You
- 1993 - State of Grace

## Doppiatrici italiane
Nelle versioni in italiano delle opere in cui ha recitato, Tia Carrere è stata doppiata da:
- Laura Boccanera in Fusi di testa - Wayne's World, Fusi di testa 2 - Waynestock, True Lies, Relic Hunter, Warehouse 13, CSI: Miami
- Monica Ward in Top of the World, General Hospital, Hollow Point - Impatto devastante
- Roberta Paladini in Harley Davidson & Marlboro Man, The O.C.
- Claudia Razzi in Un lavoro da giurato, Pensieri spericolati
- Francesca Fiorentini in Un amore di prof, La scelta
- Claudia Balboni in Resa dei conti a Little Tokyo
- Cristina Boraschi in Sol levante
- Beatrice Margiotti in Gli immortali
- Isabella Pasanisi in Kull il conquistatore
- Monica Gravina in Dogboys
- Laura Lenghi in Five Aces - Cinque assi
- Daniela Abbruzzese in Asteroid vs. Earth
- Cinzia De Carolis in NCIS: Los Angeles
- Eleonora De Angelis in Lilo & Stitch (film 2025)

Da doppiatrice è sostituita da:
- Maura Cenciarelli in Lilo e Stitch (film 2002), Lilo & Stitch 2 - Che disastro Stitch!, Provaci ancora Stitch!, Leroy & Stitch, Lilo & Stitch (serie TV)
- Alessandra Korompay in Duck Dodgers
- Tatiana Dessi in Scooby Doo Mystery Inc.
- Sabrina Duranti in Tom & Jerry: Operazione spionaggio[7]

## Riconoscimenti
- ALMA Award
  - 2001 – candidatura alla Miglior attrice protagonista in una serie drammatica per Relic Hunter
- Saturn Award
  - 1995 – candidatura alla Miglior attrice non protagonista per True Lies
- ShoWest Convention
  - 1994 – Futura star (Female Star of Tomorrow)